# Émile Auguste Joseph De Wildeman
Émile Auguste Joseph De Wildeman (Saint-Josse-ten-Noode, 1866 – Bruxelles, 1947) è stato un botanico belga.

## Alcune opere
- Les phanérogames des Terres Magellaniques., 1905.
- Documents pour l'ètude de la geo-botanique congolaise, 1913.
- Sur des plantes médicinales ou utiles du Mayumbe (Congo Belge), 1938.